# Сенина, Клавдия Егоровна
Клавдия Егоровна Сенина (1925 — 1955) — передовик советского сельского хозяйства, звеньевая молочного совхоза № 141 Гусевского района Калининградской области, Герой Социалистического Труда (1949).

## Биография
Родилась в 1925 году в городе Брянске в русской семье.
В конце летнего периода 1947 года, по программе массового заселения Калининградской области, прибыла в посёлок Кубановка. Стала работать звеньевой полеводческого звена молочного совхоза №141. 
После неурожайного 1947 года, в 1948 году во время уборки урожая её звено показала высокие производственные результаты. Получили урожай ржи 29,51 центнера с гектара на площади 16 гектаров. 
Указом Президиума Верховного Совета СССР от 8 апреля 1949 года за получение высоких показателей в сельском хозяйстве и рекордные урожаи ржи Клавдии Егоровне Сениной было присвоено звание Героя Социалистического Труда с вручением ордена Ленина и медали «Серп и Молот». 
Проживала в посёлке Кубановка. Завершила жизнь самоубийством в 1955 году.

## Награды
За трудовые успехи была удостоена:
- золотая звезда «Серп и Молот» (08.04.1949)
- два ордена Ленина (08.04.1949)
- другие медали.